# Betta simorum
Betta simorum är en fiskart som beskrevs av Tan och Ng, 1996. Betta simorum ingår i släktet Betta och familjen Osphronemidae. Inga underarter finns listade.